# Олимпиады школьников в СССР
Олимпиады школьников — в советской образовательной системе с 1934 года форма соревнования лучших учащихся и студентов по определённым предметам учебной программы, для выявления наиболее способных, которых затем отбирали для углубленного изучения данных предметов, в том числе в школах для особо одарённых детей, направляли соревноваться по этим предметам на более высоком уровне, в том числе международном, отбирали для продолжения учебы в профильных учебных заведениях (школьников) или аспирантуре (аспирантов).

## История
Первые интеллектуальные конкурсы для школьников — «олимпиады для учащейся молодежи» — в России в XIX веке начало проводить Астрономическое общество Российской Империи. С 1885 года началось проведение заочных олимпиад журнала «Вестник опытной физики и элементарной математики».
Однако настоящий расцвет интеллектуального движения учащейся молодёжи начался в Советском Союзе и был обусловлен индустриализацией и развитием промышленного, военного потенциала СССР, для чего требовались талантливые учёные, изобретатели, инженеры.
С развитием научно-технической революции появляются новые науки и технологии, которым снова требуются кадры (генетика, кибернетика, геология и космическая картография, ядерная физика). В 1960-е годы к привычным олимпиадам  по математике, физике, химии, присоединяются олимпиады по биологии, географии, иностранным языкам. Наконец, на рубеже XX века  в список олимпиад добавляются такие предметы, как экология, обществознание, экономика. Расширен и перечень олимпиад по иностранным языкам.
В 1964 году министр просвещения РСФСР, член-корреспондент Академии наук СССР Михаил Алексеевич Прокофьев подписал приказ об утверждении государственной системы предметных олимпиад школьников.
В 1967 году в связи с организацией Министерства просвещения СССР принято решение о проведении Всесоюзных олимпиад, а проведение всероссийских было приостановлено.  Соответственно была реорганизована методическая комиссия Всероссийской олимпиады.
До 1991 года Всесоюзные олимпиады проводились в разных городах Советского Союза, куда участники приезжали за счет государства. Для них были организованы проживание и питание, культурная программа, лекции выдающихся учёных.
В 1973-76 годах было проведено разделение заданий на обязательные задачи и задачи по выбору. С 1975 года во всех республиках СССР было введено в обязательном порядке проведение республиканского этапа, т.е. появился еще один отборочный этап, что позволило сократить  практически вчетверо число участников заключительного этапа, а качество их подготовки увеличить, одновременно повысив сложность задач и вопросов. К 1975 году сложилась пятиэтапная Всесоюзная олимпиада, проводимая в следующей последовательности: I школьный — II районный (городской) — III областной (краевой) — IV республиканский — V заключительный.

## Виды олимпиад
В 1964 году Министерство просвещения СССР и Академия наук СССР создали объединённый комитет олимпиад во главе с академиком Петром Леонидовичем Капицей. Через год он уступил лидерство физику-экспериментатору, одному из отцов советского атомного проекта Исааку Константиновичу Кикоину.
С именем Кикоина связаны предоставление льгот для победителей олимпиад при поступлении в вузы, основание первой физико-математической школы-интерната для одарённых детей при МГУ (ныне СУНЦ МГУ им. А. Н. Колмогорова) и издание первого физико-математического научно-популярного журнала для детей «Квант», главным редактором стал Исаак Константинович.
После распада СССР в России экспертным и аналитическим сопровождением олимпиад школьников занимается Российский совет, формируемый Министерством образования и науки Российской Федерации при участии Российского Союза ректоров, Министерства образования и науки РФ и Российской академии наук.

## Олимпиады по математике
Пионером проведения олимпиады по математике стал в 1934 году Ленинградский государственный университет, по инициативе блестящего учёного Бориса Делоне.
В 1935 году Московское математическое общество провело Первую московскую олимпиаду по математике, для которой заблаговременно, в конце февраля 1935 года, в школах распространили объявление и подготовительные задачи, в рамках школьной программы. Состязания проходили в два этапа, в первом из которых приняли участие более 300 человек, не только школьников, но и рабфаковцев, школ рабочей молодёжи. Самому юному из них было 14 лет, самому старшему — 29. На второй тур летом были допущены 131 человек. Для них прочитали лекции выдающиеся математики Павел Сергеевич Александров, Андрей Николаевич Колмогоров, Александр Геннадиевич Курош, Нил Александрович Глаголев. Победители первой олимпиады Игорь Зверев, Николай Коробов и Анна Мышкис впоследствии поступили на мехмат МГУ, Игорь и Николай после Великой Отечественной войны стали его преподавателями, Анна погибла на фронте в 1943 году.
С 1936 года олимпиады по математике в Москве стали традиционными и ежегодными. Перерыв был сделан с 1942 по 1944 годы, когда состязания проходили в эвакуации: в Ашхабаде и Казани.
Первой олимпиадой, которая вышла за рамки Москвы и Ленинграда, стала Московская олимпиада 1960 года («нулевая»).
Первая Всероссийская математическая олимпиада школьников прошла в 1961 году и фактически была Всесоюзной, так как в ней участвовали победители республиканских олимпиад.
В 1967 году московские олимпиады получили статус Всесоюзных.

## Олимпиады по физике
Проведение началось на физическом факультете МГУ в 1938 или 1939 году для учеников 9-10 классов, а также выпускников школ, не поступивших в вузы. Олимпиады состояли из трех туров: двух теоретических и практического. В первой олимпиаде участвовали 216 ребят, из которых до последнего тура дошли 28 и почти все были награждены.
Первую «большую» олимпиаду по физике в 1962 году провёл МФТИ, причём она уже стала региональной, благодаря организаторским усилиям студентов и аспирантов, которые во время зимних каникул провели туры в своих родных городах (их набралось 58).
В 1963 году к проведению Всесоюзной олимпиады подключился физфак МГУ. Первый тур соревнований проходил заочно, его победителям оплачивали дорогу до Москвы и проживание в столице. Таким образом детям из разных республик, краёв и областей были обеспечены равные возможности проявить себя. В очном туре также могли участвовать все желающие.

## Олимпиады по химии
Начаты в 1938 году по инициативе профессора химического факультета МГУ Александра Петровича Терентьева с целью не столько выявить лучших учеников, сколько вообще заинтересовать детей серьезным изучением этого предмета. Поэтому задания первых олимпиад больше требовали знания школьной программы и общей эрудиции, нежели проявления научного склада ума. Такой профиль этих олимпиад сохранялся до начала 1970-х годов, после чего уровень требований повысился с целью отбора более талантливых детей для углубленного изучения химии.
С 1944 года инициативу олимпиад для школьников взял на себя химический факультет МГУ, который провёл I Московскую городскую олимпиаду. В 1960 году в её проведение подключилась Московская область, а к списку организаторов добавились Московский городской и областной отделы народного образования, институты усовершенствования учителей, Московское правление Всесоюзного химического общества им.Д.И.Менделеева, Московский городской дворец пионеров и школьников, Московский химико-технологический институт им.Д.И.Менделеева, Московский институт тонкой химической технологии им.М.В.Ломоносова, Московский институт химического машиностроения, Московский педагогический государственный институт им.В.И.Ленина, институты Академии наук СССР,   
С утверждением положения о проведении всероссийских олимпиад школьников в 1964 году официальный статус получила Всероссийская химическая олимпиада школьников по химии. Её  методическую комиссию возглавляли видные учёные химфака МГУ: А.Ф.Платэ, Е.М.Соколовская, Г.В.Лисичкин, В.В.Загорский, В.В.Сорокин, А.К.Гладилин. 
С организацией Министерства просвещения СССР всероссийские олимпиады стали всесоюзными, первая Всесоюзная олимпиада школьников по химии была проведена в Днепропетровске в 1967 году. 

## Другие олимпиады
Множество новых олимпиад появилось в СССР после войны. Так в 1947 году прошла Первая Московская школьная астрономическая олимпиада. Правда, в ней приняли участие всего 32 школьника. Первый победитель олимпиады, десятиклассник Игорь Зоткин, был награжден дипломом и биноклем. Впоследствии он стал известным астрономом, исследователем проблемы Тунгусского метеорита.
В конце 1940-х годов геофак МГУ начал проводить олимпиаду по географии, с 1950 года в Москве начала проходить олимпиада по биологии. Ее организовывал биолого-почвенный факультет МГУ.
В 1965 году в Москве была проведена первая по лингвистике, поскольку с появлением ЭВМ появилась потребность связать математику и языкознание, для чего в 1960 году на филологическим факультете МГУ открылось отделение структурной и прикладной лингвистики. Олимпиада по языковедению и математике должна была заинтересовать школьников в новой специальности, а её задания были предложены на «экзотических» для СССР языках: арабском, венгерском, санскрите, чтобы участники подошли к их решению с логически-математической точки зрения. Программу этой олимпиады разрабатывал учёный-лингвист, специалист по африканским языкам и  изобретатель самого жанра олимпиадных задач по лингвистике Альфред Наумович Журинский, который занимался этим общественным делом  вплоть до своей смерти в 1991 году. В первом состязании приняли участие 300 человек, во второй тур прошли 120. 

## Участники олимпиад, ставшие учёными
- Иосиф Бернштейн (Московская математическая олимпиада)[1]
- Григорий Перельман
- Юрий Матиясевич
- Станислав Смирнов

## Читайте также
- Всероссийские олимпиады школьников